# 第17回日本スカウトジャンボリー
第17回日本スカウトジャンボリー（だい17かいにっぽんスカウトジャンボリー）とは、2018年（平成30年）8月4日から8月10日に日本の石川県珠洲市りふれっしゅ村鉢ヶ崎で開催されたボーイスカウト日本連盟主催のスカウトの大会。「17NSJ」とも表記されることがある。

## 概要
本大会は7日に渡り、日本と周辺各国からおよそ1万3000人が参加した。大会テーマは「冒険 〜能登のチカラ未来へ〜」。また、石川県での日本スカウトジャンボリー開催は、2006年（平成18年）に開催された第14回日本ジャンボリー以来。
本大会では能登の自然を生かし様々なプログラムが行われた。また、事前申し込み制による「エクスカーションプログラム」も行われた。

## 参加資格
- 2018年（平成30年）度の加盟登録を有し、8月4日から8月10日までの6泊7日間のキャンプ生活に十分に耐えうる健康とキャンプ技能を有することとされている。 また、スカウトおよび未成年の指導者の参加にあたっては、保護者の参加の同意を得ることも条件になる。

## サブキャンプの一覧
6つの参加者用サブキャンプが設置された。
- アドベンチャー

関東ブロック担当。115区画で宿泊人数は約4,130人。茨城、栃木、群馬、埼玉、千葉、神奈川、山梨、東京が使用。
- ブレバリー

北海道・東北ブロック担当。13区画で約宿泊人数は約440人。北海道、青森、岩手、宮城、秋田、山形、福島が使用。
- チャレンジ

中部ブロック担当。75区画で宿泊人数は約2,800人。新潟、富山、石川、福井、長野、岐阜、静岡、愛知、三重、ガールスカウトが使用。
- ディスカバリー

近畿ブロック担当。62区画で宿泊人数は約2,400人。滋賀、京都、兵庫、奈良、和歌山、大阪が使用。
- エンデバー

中国・四国ブロック担当。18区画で宿泊人数は約680人。鳥取、島根、岡山、広島、山口、徳島、香川、愛媛、高知が使用。
- フューチャー

九州・沖縄ブロック担当。17区画で宿泊人数は約620人。福岡、佐賀、長崎、熊本、大分、宮崎、鹿児島、沖縄が使用。

## 大会公式アプリ
今大会では初となる専用スマートフォンアプリが開発された。

## 大会ソング
- 大会テーマソング『能登のチカラ未来へ』（作詞：田中杏奈 (VS/当時) 、作曲：田中秀幸 (VL/当時) 、編曲：Pants Gonzales 哲朗 (UNBRANFORD) 、歌唱：UNBRANFORD (矢田俊介 / Pants Gonzales 哲朗)）
- 大会イメージソング『HORIZON』（作詞作曲：Pants Gonzales 哲朗 (UNBRANFORD) 、編曲：UNBRANFORD、歌唱：UNBRANFORD (矢田俊介 / Pants Gonzales 哲朗)）

以上2曲を収録したCDが会場内で発売された。またUNBRANFORDからもイメージソングのシングルが発売された。
※2020年の全国大会が新型コロナウィルス感染拡大の影響でオンライン開催（本来は神奈川県で開催予定）となり、プログラムの一部「テレワークハーモニー」として全国から募集した「能登のチカラ未来へ」の歌唱動画をまとめたものを公開した。大会ソングが別の公式イベントで採用されたケースはあまり例を見ない。